# Indy Baijens
Indy Baijens (* 4. Februar 2001 in Zaandam) ist eine niederländische Volleyballspielerin.

## Karriere
Baijens begann ihre Volleyballkarriere 2017 beim niederländischen Talent Team Papendal Arnhem. Die Mittelblockerin wechselte nach zwei Jahren zum französischen Erstligisten ASPTT Mulhouse. In der Saison 2020/21 spielte sie in der polnischen Liga bei Chemik Police und gewann den polnischen Pokal und die Meisterschaft. Anschließend wechselte sie zum deutschen Bundesligisten SSC Palmberg Schwerin.
Seit 2019 spielt Baijens auch in der niederländischen Nationalmannschaft.